# Chikkonahalli, Gubbi
Chikkonahalli là một làng thuộc tehsil Gubbi, huyện Tumkur, bang Karnataka, Ấn Độ.